# Aricia pallidior
Aricia pallidior är en fjärilsart som beskrevs av Charles Oberthür 1910. Aricia pallidior ingår i släktet Aricia och familjen juvelvingar. Inga underarter finns listade i Catalogue of Life.